# Marcos Tamayo
Marco Antonio Tamayo Pérez (San Bernardo, Chile, 15 de junio de 1965) es un exfutbolista chileno que se desempeñaba en la posición de volante.

## Trayectoria
Oriundo de San Bernardo, comenzó su carrera profesional defendiendo los colores de Magallanes en 1983. En 1987, pasó a O'Higgins, en donde logró el ascenso a la Primera División. En su carrera posteriormente, defendió las camisetas de Cobresal, Rangers, Unión Santa Cruz, Deportes Linares, Deportes La Serena y Deportes Melipilla, donde se retiró del fútbol profesional a fines de la temporada 1998. 

## Selección nacional
Por la Selección chilena, formó parte de la nómina que participó en los Juegos Panamericanos de 1987, donde obtuvieron medalla de plata al caer derrotado por 2-0 en la prórroga ante Brasil. En la semifinal ante Argentina, marcó el 2-1 parcial, en lo que fue la primera victoria oficial de un combinado chileno sobre su rival argentino.

### Participación en Juegos Panamericanos
| Juegos                             | Sede           | Resultado        |
| ---------------------------------- | -------------- | ---------------- |
| Panamericanos de Indianápolis 1987 | Estados Unidos | Medalla de Plata |

## Clubes
| Club               | País  | Año       |
| ------------------ | ----- | --------- |
| Magallanes         | Chile | 1983-1986 |
| O'Higgins          | Chile | 1987-1989 |
| Cobresal           | Chile | 1990-1993 |
| Rangers            | Chile | 1994      |
| Unión Santa Cruz   | Chile | 1995      |
| Deportes Linares   | Chile | 1996      |
| Deportes La Serena | Chile | 1997      |
| Deportes Melipilla | Chile | 1998      |

## Palmarés

### Copas internacionales
| Título                            | Club (*)                     | País           | Año  |
| --------------------------------- | ---------------------------- | -------------- | ---- |
| Medalla de plata en Panamericanos | Selección de fútbol de Chile | Estados Unidos | 1987 |

(*) Incluyendo la Selección